# Камба (язык, Кения)
Камба (Kikamba) — язык народа камба, один из банту языков близкий к языку кикуйю. Имеет особую распространённость в округах Мачакос и Китуи Восточной провинции Кении.